# Szlak „Ścieżkami Dzików”
Szlak „Ścieżkami Dzików” – czerwony pieszy szlak turystyczny na terenie miast Szczecin i Police oraz w rejonie wsi Leśno Górne, Siedlice i Przęsocin. Szlak prowadzi przez południową część Puszczy Wkrzańskiej i centralną część Wzgórz Warszewskich.

## Przebieg
Szczecin (Niemierzyn) – Park Leśny Arkoński – Szczecin (Osów) – Lisia Góra – Podbórz – Wielecka Góra – okolice nieistniejącej wsi Goślice – Dąb Bogusława – Most na Sołtysim Potoku – okolice Siedlic – Dąb Samotnik – wąwóz Grzybnicy - Park Leśny Mścięcino na północ od Przęsocina – Police (Mścięcino)

## Galeria

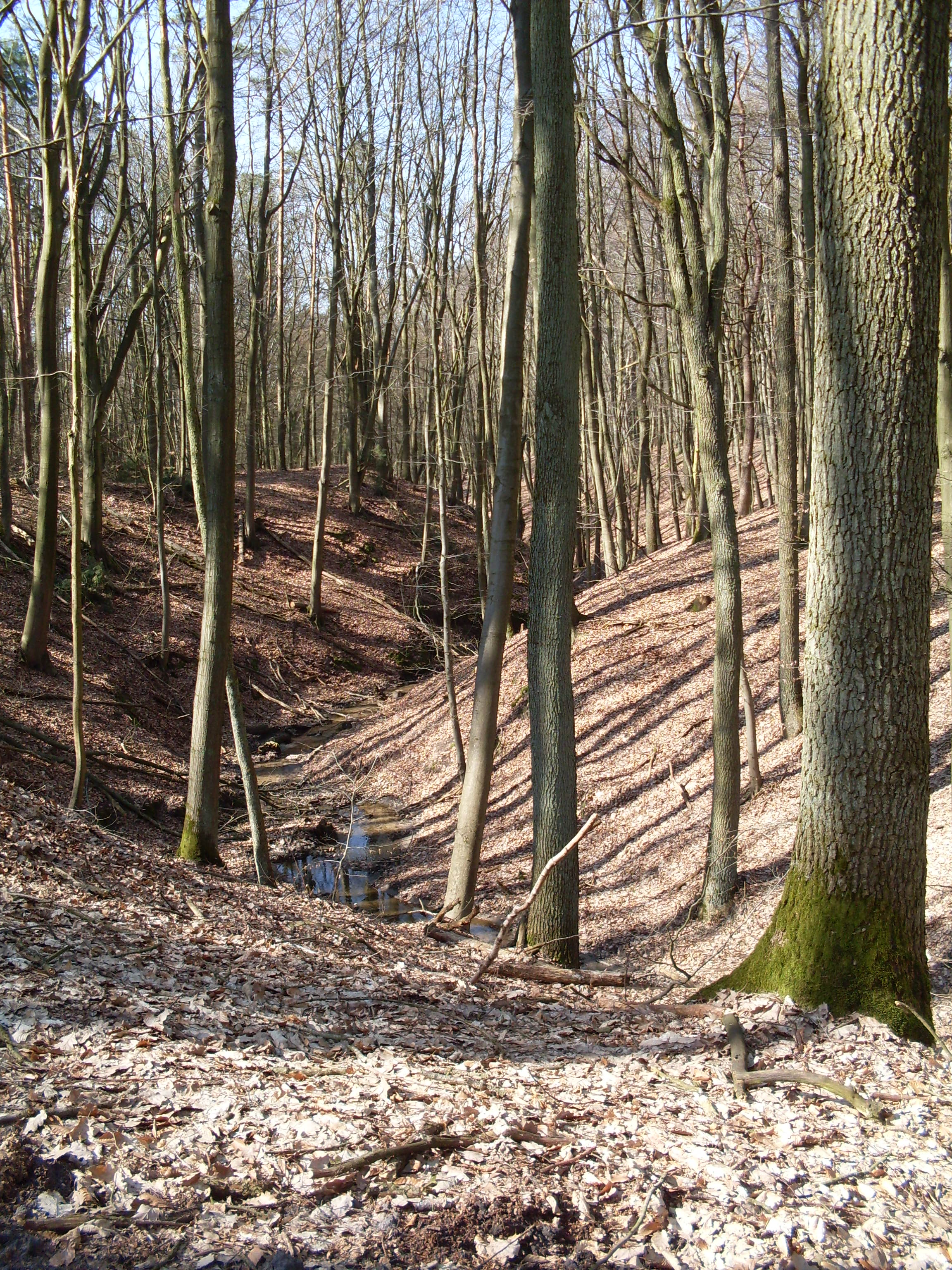
Strumień Grzybnica w okolicy Przęsocina
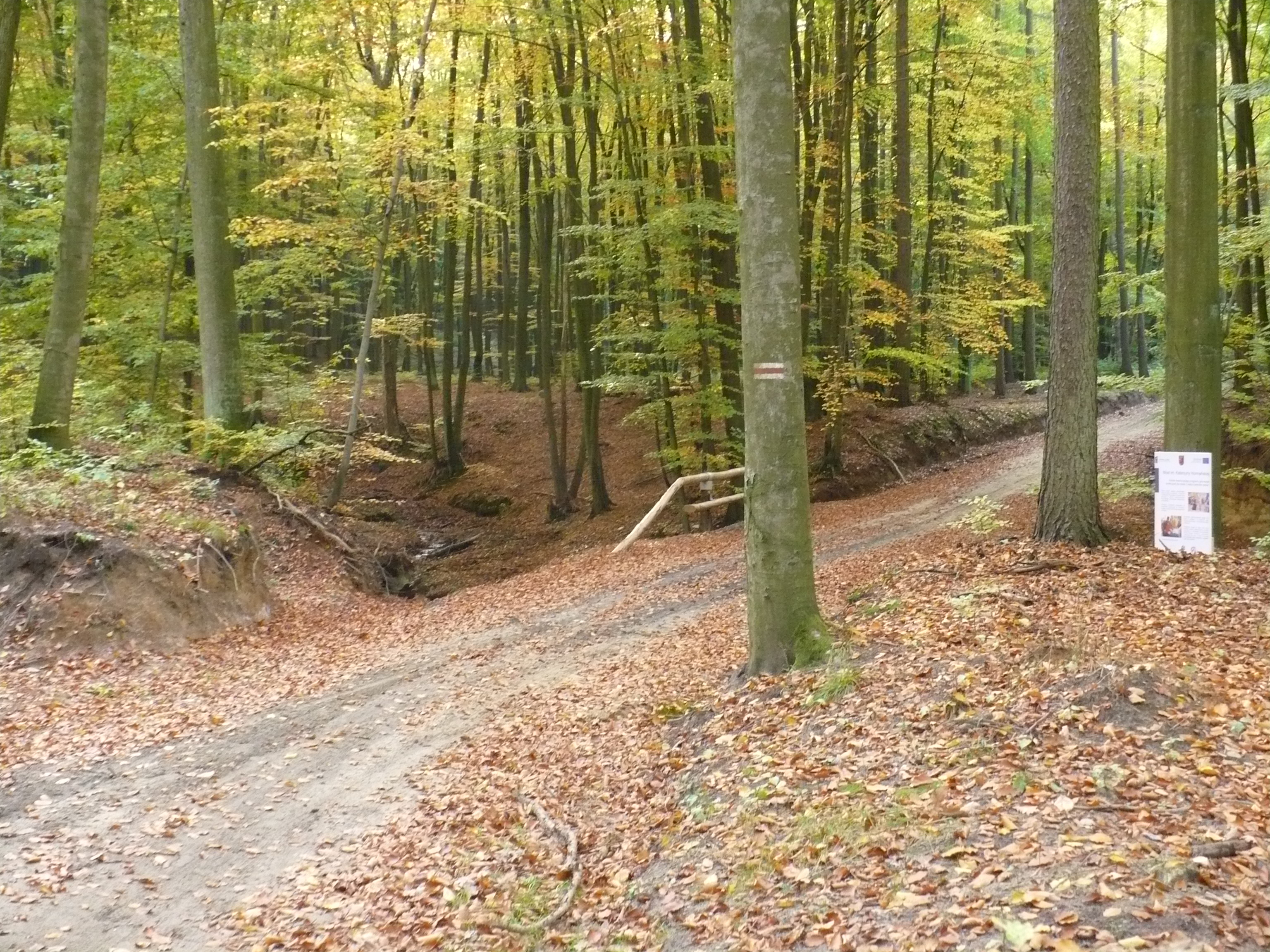
Most na Sołtysim Potoku
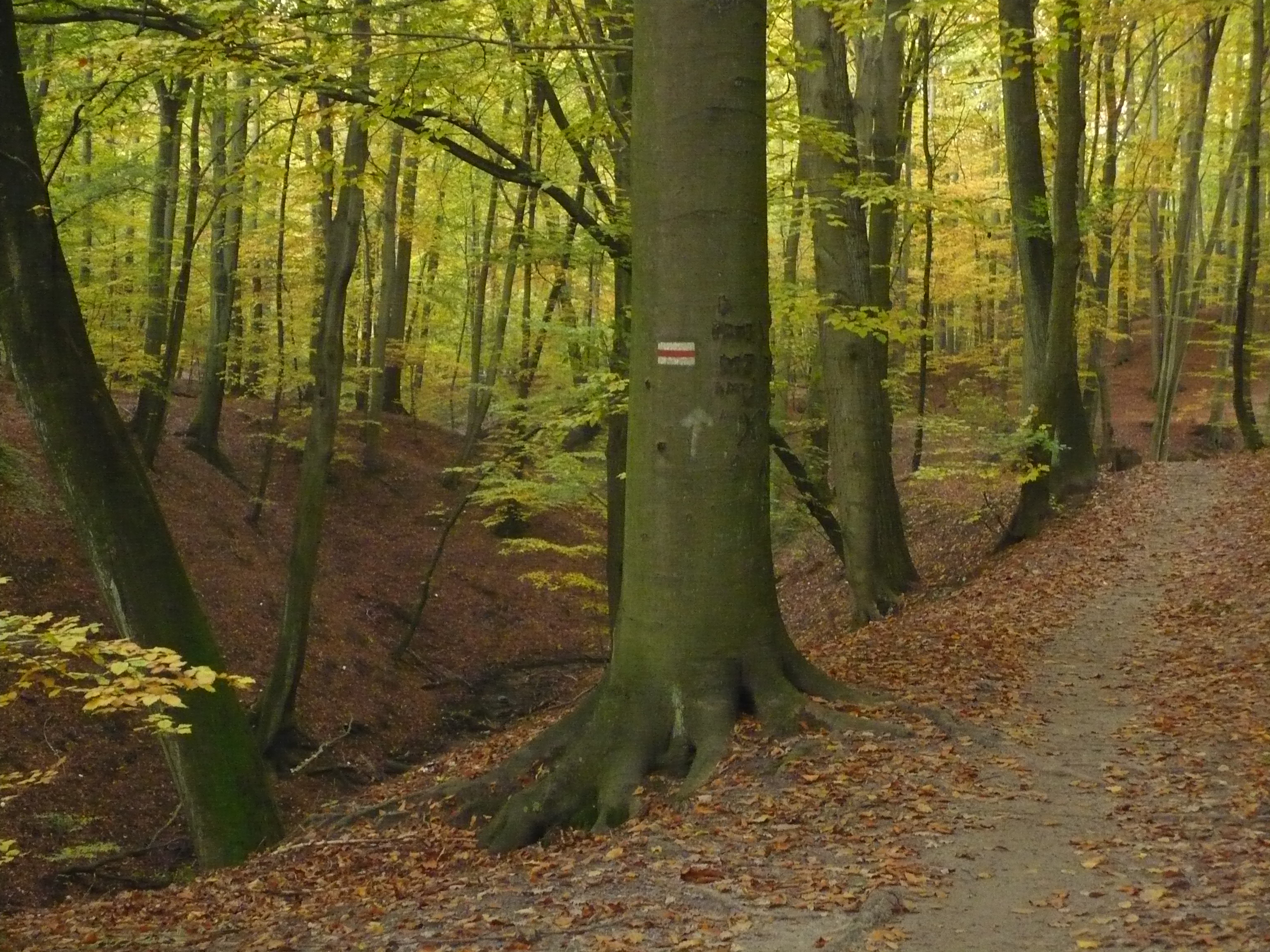
Szlak w okolicach Podbórza
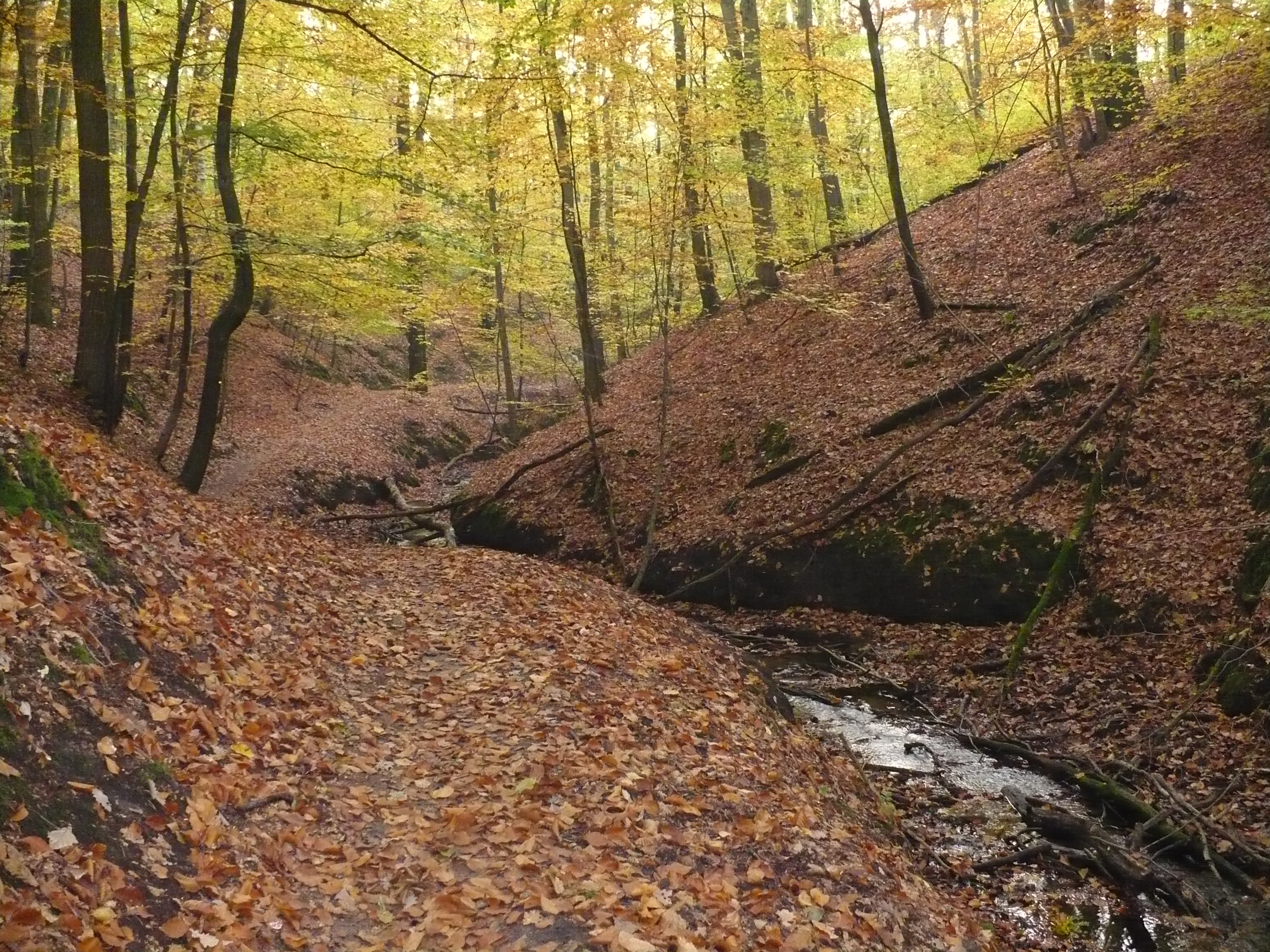
Dolina Bystrego Potoku